# Ла Массана (футбольный клуб)
«Ла Массана» (кат. Futbol Sala La Massana) — андоррский футбольный клуб выступающий во втором дивизионе Андорры. Домашние матчи проводит на стадионах Федерации футбола Андорры.

## История
Команда была основана в 2005 году. С 2010 года «Ла Массана» выступает во втором дивизионе. Команду возглавляет испанский тренер Хорди Паскуале.

## Стадион
Футбольная федерация Андорры проводит матчи Примера и Сегона Дивизио на принадлежащих ей стадионах. Также федерация распределяет стадионы и поля для тренировок для каждой команды. Стадион «Комуналь д’Ашоваль» расположен на юге Андорры в Сан-Жулиа-де-Лория и вмещает 899 зрителей. Иногда матчи проводятся в приграничном с Андоррой испанском городе Алас-и-Серк, на стадионе «Сентре Эспортиу д'Алас», вмещающем 1500 человек или на тренировочном поле в Ордино.

## Статистика
| Сезон   | Дивизион       | Место в чемпионате | И  | В | Н | П  | ГЗ | ГП | О  | Кубок Андорры | Примечание |
| ------- | -------------- | ------------------ | -- | - | - | -- | -- | -- | -- | ------------- | ---------- |
| 2010/11 | Сегона Дивизио | 8 из 10            | 18 | 3 | 4 | 11 | 25 | 55 | 13 |               |            |
| 2011/12 | Сегона Дивизио | 10 из 10           | 18 | 1 | 1 | 16 | 17 | 80 | 4  | 1/16 финала   |            |
| 2012/13 | Сегона Дивизио | 12 из 12           | 22 | 3 | 1 | 18 | 16 | 66 | 10 | 1/16 финала   |            |
| 2013/14 | Сегона Дивизио | 10 из 15           | 14 | 5 | 1 | 8  | 22 | 40 | 16 | 1/32 финала   |            |
| 2014/15 | Сегона Дивизио | 4 из 11            | 16 | 5 | 4 | 7  | 41 | 15 | 19 | 1/8 финала    |            |
| 2015/16 | Сегона Дивизио | 8 из 14            | 23 | 7 | 3 | 13 | 48 | 58 | 24 |               |            |
| 2016/17 | Сегона Дивизио | 7 из 10            | 18 | 6 | 3 | 9  | 41 | 43 | 21 |               |            |